# Звёздчатая камбала
Звёздчатая камбала, или тихоокеанская речная камбала (лат. Platichthys stellatus) — вид лучепёрых рыб из семейства камбаловых (Pleuronectidae). Крупная камбала, достигающая размеров более 90 см. Обитает в широком диапазоне глубин: от линии прибоя до нескольких сотен метров. Наибольшей плотности поселения достигает вдоль береговой полосы до глубины 10—17 метров. Эвригалийный вид, представленный двумя формами: прибрежной, которая заходит в устья рек и остаётся там на зимовку, и морской, которая в течение всего года обитает на бо́льших глубинах, чем прибрежная форма. Специализированный промысел звёздчатой камбалы практически не ведётся, но представители этого вида часто встречается в качестве прилова.